# Distretto di Churubamba
Il distretto di Churubamba è un distretto del Perù nella provincia di Huánuco (regione di Huánuco) con 24.573 abitanti al censimento 2007, dei quali 323 censiti in territorio urbano e 24.250 in territorio rurale.
È stato istituito il 4 ottobre 1921, ed ha come capoluogo il centro abitato di Churubamba.